# Zgrada Pošte u Tuzli
Zgrada Pošte u Tuzli je povijesna građevina. Nije proglašena nacionalnim spomenikom BiH Na popis spomenika nije uvrštena jer navodno nije udovoljavala uvjetima. Rariteni je spomenik kulture.

## Povijest
Podignuta je na mjestu Pašinog konaka, prebivalištu posljednjeg tuzlanskog paše iz 19. stoljeća, gdje je poslije sjedište imao veliki župan.
Građevinski zavat napravilo je poduzeće mjesnih Talijana Kompanija Cordignano i Candotti. Sagrađena je u austro-ugarskom vremenu, 1901. godine, pod nazivom Okružna pošta. Najvažniji je građevinski objekt u Tuzli iz doba austro-ugarske uprave. Višekatnica raskošne fasade, obogaćene arhitektonskim detaljima karakterističnim za 19. stoljeće. Projektirao ju je inženjer Vilhelm Dvořák, a izgradilo građevinsko poduzeće „Cordignano i Candotti". Od 1947. godine do potkraj 1980-ih zgrada je nekoliko puta mijenjala namjenu. Najduže je u njoj bila Narodna knjižnica. Pred velikosrpsku agresiju na BiH počela je sanacija zgrade, koja je prekinuta. Općinska je uprava planirala temeljito obnoviti zgradu i staviti ju u funkciju za neku od općinskih komunalnih služba ili dr., što se nikad nije ostvarilo.
U njoj je poslije bila smještena Gradska knjižnica. Bila je dijelom spomeničke cjeline koja je sa sličnim građevinama tvorila pravu prostornu galeriju graditeljskih vrijednosti različitih stilova pozicioniranih na austro-ugarskoj urbanističkoj matrici. Zgrada je pogođena slijeganjem tla zbog koje je oštećen niz značajnih građevina. To je bila izlika gradskim vlastima da ju se ruši i ne zna se šta će se na tom prostoru graditi. Sumnja se u opravdanost rušenja i nemogućnost renoviranja. Upitnim se smatra tvrdnja da je rušenje plod stručne analize i glasni su komentari da je to odluka pojedinaca iz vlasti koji po Tuzli godinama čine čistku objekata koji su vrijedna spomenička i kulturna baština. Stihijske radnje opustošile su kulturni fundus poput nekadašnje Gimnazije, Kamenog suda, Općine i drugih u središtu grada, zbog čega gubi staru fizionomiju i postaje primjerom svojevrsna urbicida, prekidanje s tradicijom, kao da je cilj da se sruši sve što je starina i sagradi novo kao da povijest Tuzle mora početi s dolaskom recentnih garnitura na vlasti.
Objekt je godinama tonuo, postao je nestabilan i opasnost za građane. Studenoga 2015. Služba za inspekcijske poslove grada Tuzle donijela je odluku da se 20. studenoga 2015. počne s uklanjanjem devastiranog objekta.